# Mönch Chrabr

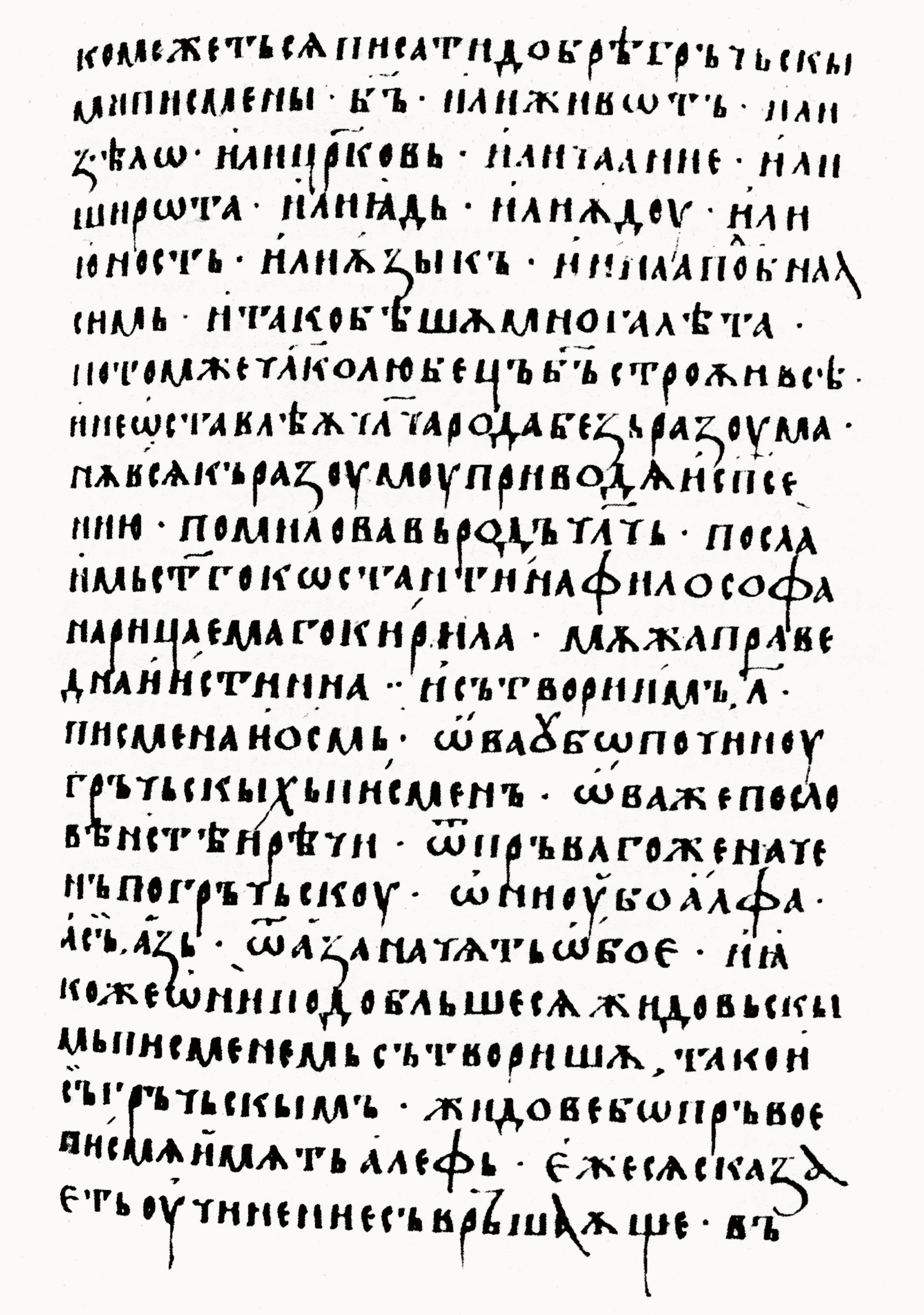
Das älteste erhaltene Manuskript, 1348

Mönch Chrabr (bulgarisch Черноризец Храбър / Tschernorisez Chrabar, altbulgarisch Чрьноризьць Храбръ/Černorizec Chrabrŭ, etwa „Kuttenträger Mutig“ bzw. „tapferer Mönch“) ist das Pseudonym des Verfassers einer Apologie der altkirchenslawischen Sprache aus dem 9. oder 10. Jahrhundert.

## Identität
Über die Identität des „Mönches Chrabr“ ist wenig bekannt. Es wird angenommen, dass er ein Zeitgenosse oder älterer Schüler der Slawenapostel war. Einige Forscher erkennen hinter dem Pseudonym Konstantin-Kyrill selbst, Clemens von Ohrid, Johannes Exarch, Naum, den Zaren Simeon oder den Mönch Doks, einen Bruder des Zaren Boris und zählen ihn aus diesem Grund zu den Vertretern der Schule von Preslaw.
Seit 2005 ist er Namensgeber für den Chrabr-Nunatak auf Greenwich Island in der Antarktis.

## Werk

### Über die Buchstaben
Das einzige bekannte Werk Chrabrs ist O pismenech (altbulg. Сказание о писменех; bulg.Сказание за буквите; deutsch. Über die Buchstaben), eine Apologie der slawischen, vermutlich glagolitischen, Schrift und der slawischen Sprache gegen Angriffe von Anhängern des Dreisprachendogmas sowie der Griechen. Chrabr beschreibt die Entstehung der slawischen Schrift und gibt das Jahr 863 als Erfindungsjahr an. Er präsentiert kulturhistorische und philologische Argumente für seine These, dass die slawische Sprache dasselbe Recht habe, als Kirchensprache verwendet zu werden, wie die hebräische, griechische oder lateinische.
Einige Autoren datieren das Werk auf die ersten Regierungsjahre des Zaren Simeon (893–929), als es in dem seit 865 christianisierten Reich um einen offenen Streit zwischen der griechischen und der slawischen (bulgarischen) Partei um die Kirchensprache gekommen sei.
Die Bemerkung von Chrabr, dass die Slawen früher, als sie noch Heiden waren, mit „Strichen und Schnitzen“ (altkirchenslawisch: чръты и рѣзы, črŭty i rězy) rechneten und weissagten, führte zu Diskussionen über eine mögliche vor-christliche slawische Runenschrift. Für diese gibt es aber keine historischen Belege.

„Früher als die Slawen noch Heiden waren und keine Bücher hatten, lasen und wahrsagten sie mit Hilfe von Strichen und Schnitzen. Als sie aber Christen wurden, versuchten sie die slawische Sprache mit römischen und griechischen Buchstaben niederzuschreiben, ohne einer Ordnung zu folgen. Aber wie kann man mit griechischen Buchstaben „Bogъ“ oder „životъ“ oder „dzělo“ oder „crьkovь“ oder„čajanie“ oder „širota“ oder „jadь“ oder „ọdru“ oder „junostь“ oder „jazykъ“ und andere diesen ähnliche Wörter gut schreiben? Und so ging es viele Jahre. Dann aber ließ Gott [...] seine Gnade über dem slawischen Volk walten, und schickte ihm den heiligen Konstantin, den Philosophen, der Kyrill genannt wurde, einen gerechten und wahrhaftigen Mann. Und er schuf 38 Buchstaben, einige nach griechischem Vorbild, die anderen aber der slawischen Sprache entsprechend.“

Chrabrs Schrift verhalf der nationalen Orthodoxie zum Sieg und fand zahlreiche Nachahmer. Es sind rund 80 Abschriften in mehreren Redaktionen erhalten, die älteste in einer 1348 angefertigten mittelbulgarischen Sammelhandschrift. Eine Abschrift enthält auch der Berlinski Sbornik (Berliner Sammelkodex).

## Ausgaben
- R. Abicht: Das Alphabet Chrabrs, in Archiv für slavische Philologie 31, 1910, 210–217.
- P. A. Lavrov: Materialy po istorii voziniknovenija drevnejšej slavjanskoj pis'mennosti, 1930 (Neudr. The Hague 1966), 162–168.
- I. Dujčev: Starobŭlgarska knižnina I, 1943, 65–69, 203–210. (bulg. Übers.)
- M. Weingart, J. Kurz: Texty ke studiu jazyka a písemnictví staroslověnského, 1949, 189–192.
- J. Vašica: Literární památky epochy Velkomoravské, 1966, 11–19. (mit tschech. Übers.)
- P Ratkoš: Pramene k dejinám Vel'kej Moravy, 1968, 264–469. (slowak. Übers.)
- A. Vaillant: Textes vieux-slaves, 1968, I, 57–61; II, 47–51. (frz. Übers.)
- Magnae Moraviae fontes historici III, 1969, 364–371. (mit tschech. Übers.)
- G. Svane: Konstantinos (Kyrillos) og Methodios, Slavernes Apostle, 1969, 138–142. (dän. Übers.)
- Skazanija o načale slavjanskoj pis'mennosti, 1981, 102–104, 174–189. (russ. Übers.)